# Picot de Bahia
El picot de Bahia (Veniliornis maculifrons) és una espècie d'ocell de la família dels pícids (Picidae) que habita els boscos de les terres baixes del sud-est del Brasil.

## Taxonomia i sistemàtica
L'Unió Internacional d'Ornitòlegs i el BirdLife International's Handbook of the Birds of the World situen el picot d'orelles grogues en el gènere Veniliornis. Tanmateix, a partir del 2018, l'American Ornithological Society i la taxonomia Clements van traslladar totes les espècies del gènere Veniliornis al gènere Dryobates.
El picot d'orelles grogues és monotípic.

## Descripció
El picot d'orelles grogues fa uns 15 cm de llarg. Els mascles i les femelles tenen el mateix plomatge excepte al cap. Els mascles tenen la capçada marró amb ratlles blanques i algunes puntes vermelles i una capça posterior majoritàriament vermella. La femella té una corona d'oliva amb taques pàl·lides, i puntes daurades a les plomes a la part posterior. Els adults d'ambdós sexes tenen la cara majoritàriament de color marró oliva amb ratlles blanquinoses i un clatell groc daurat pàl·lid. Les seves parts superiors són majoritàriament de color verd groguenc, de vegades amb un to bronzejat, i taques i barres groguenques especialment a la gropa. Les seves plomes de vol són de color marró fosc amb barres de color groc pàl·lid a blanc. La seva cua és marró fosc amb barres més pàl·lides a la majoria de plomes. Les seves parts inferiors són blanques amb barres d'oliva estretes que són més amples al pit i als flancs. L'iris és de color marró fosc a vermellós, el bec llarg negre amb una base més pàl·lida i les potes són d'oliva o gris. Els juvenils són més apagats que els adults i tenen barreres més gruixudes a les seves parts superiors i més gruixudes a les seves parts inferiors.

## Distribució i hàbitat
El picot d'orelles grogues es troba a l'est del Brasil entre els estats de Bahia i Rio de Janeiro. Habita a les terres baixes i turons del Bosc Atlàntic, tant primari com secundari, i també es troba als parcs.